# 喷气式民航客机

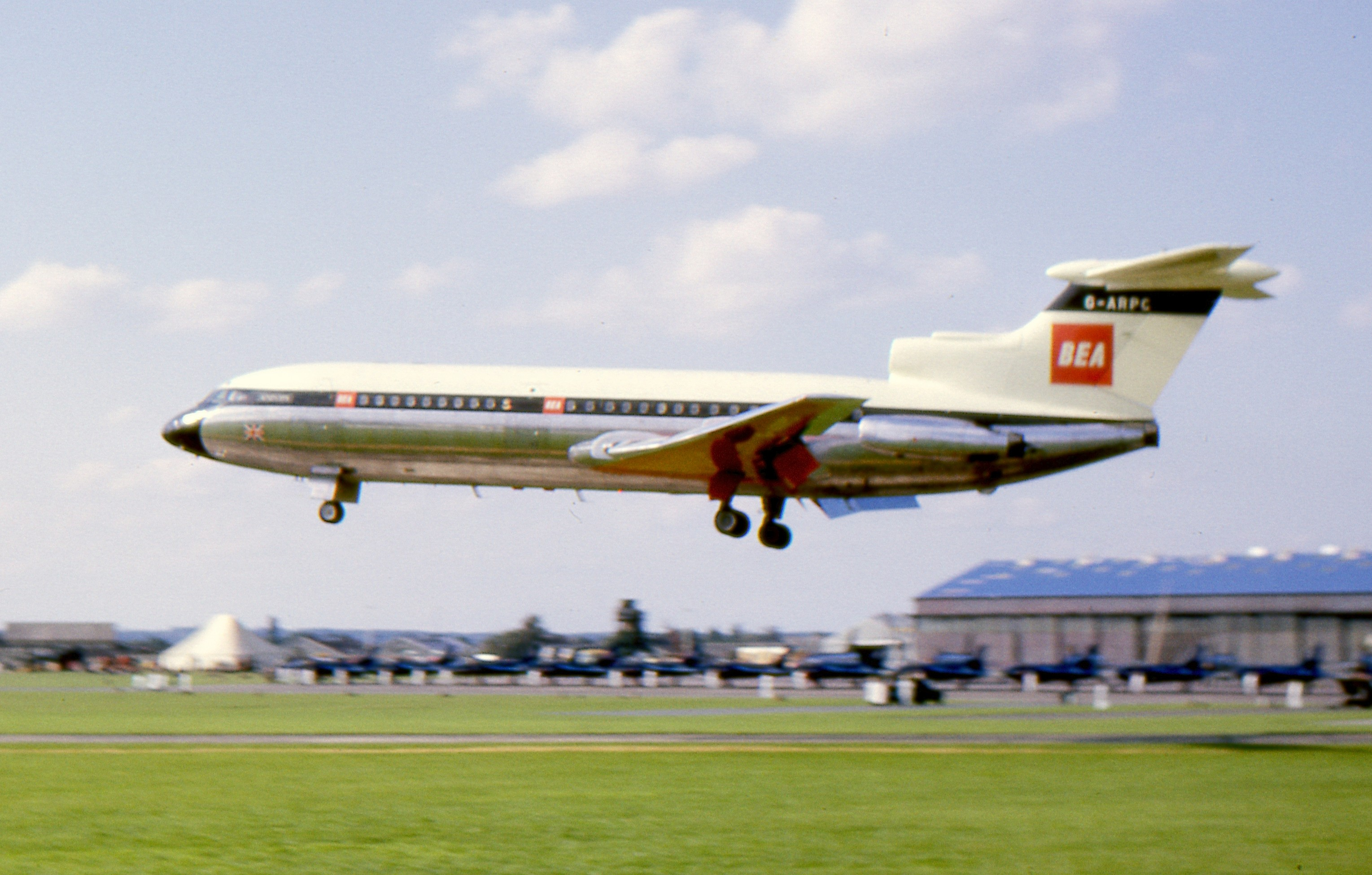
霍克薛利三叉戟客机，曾作为中国政府专机服役

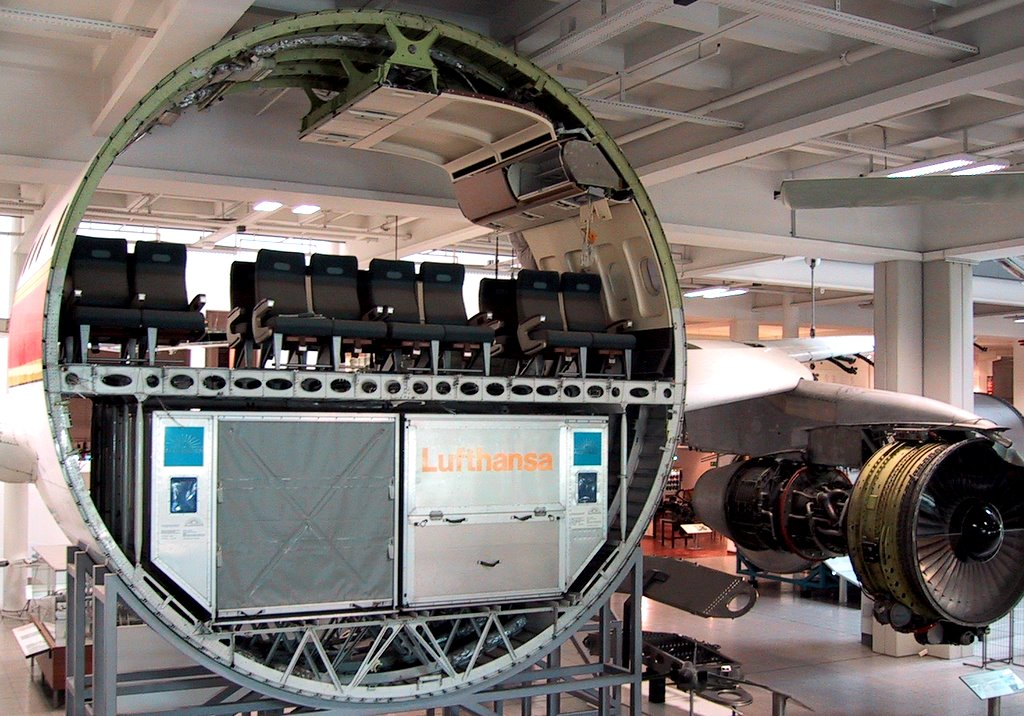
空中客车A300的剖面，上侧为机舱，下侧为货仓

喷气客机（英語：或）是由喷气发动机提供动力的一类航空器。常见的民航飞机通常都有两个或四个喷气发动机；在七十年代，三置发动机设计较为普遍，但在今天并不常见。
今天的大部分民航客机都是由喷气式引擎提供动力的，喷气式引擎能够为飞机提供较高的推动力。首架喷气式客机在1950年问世，其装配了相对简易的涡轮喷气引擎。不久后便由更加高效的、安静的涡扇发动机替代。
喷气式民航客机基本分为两大类别：宽体客机和窄体客机。

## 早期历史

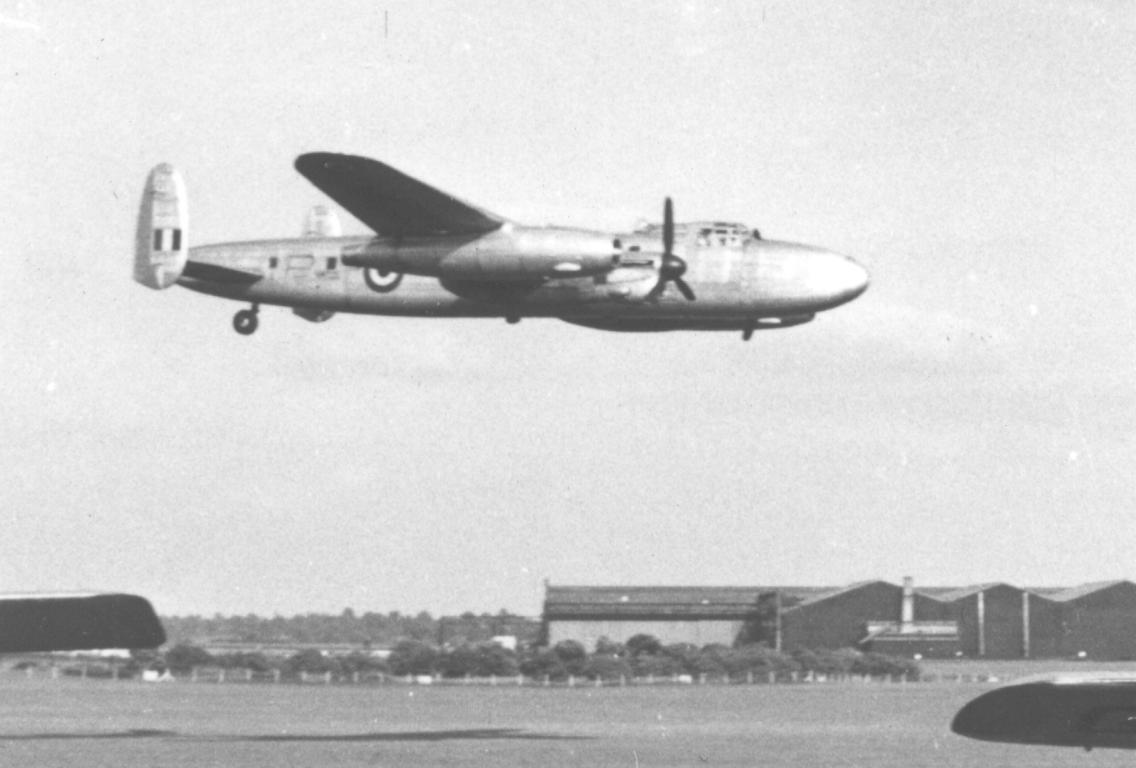
兰开斯特试验机，摄于1954年

第一架使用涡轮喷气式引擎的客机是一种阿弗罗兰开斯特人式活塞发动机客机的实验性改装。该机型选装了若干种早期的引擎，包括德哈维兰幽灵式喷气发动机和尼恩引擎。同时也保留了两个位于内侧的活塞式发动机，安置在舷外发动机舱内。第一架全喷气式飞机则是维克斯VC.1维京G-AJPH，于1948年4月6日首次飞行。
相较于同一时代的的活塞式飞机，早期的喷气式客机有着较低的噪音和颠簸。

## 第一代（1950年）

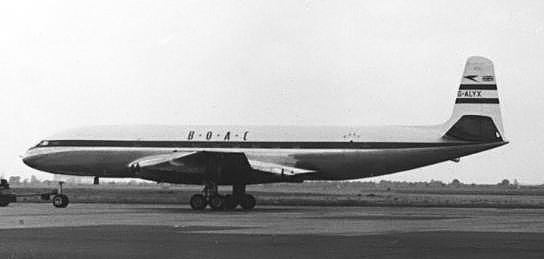
哈维兰彗星型飞机，摄于1953年6月2日于伦敦希思罗机场

第一架专门制造的喷气式客机是英国哈维兰彗星。于1949年首飞，1952年投入运营。而1949年加拿大研发的Avro C102喷气式飞机却从未达到生产阶段。不论如何，形容这类新式客机的“喷气式客机”一词得到了广泛使用。

### 创新方面
从气动设计的角度上看，这一代飞机有着大展弦比后掠翼，且机翼的前后边缘也往往带有大面积的襟翼。为降低发动机与机翼气流的干扰，德哈维兰和图波列夫两大制造商首次将引擎挪动至接近机身的位置，这一设计先前只有在军事设计中出现。同时，Caravelle率先将发动机安装在后机身的两侧。

## 第二代（1960年）

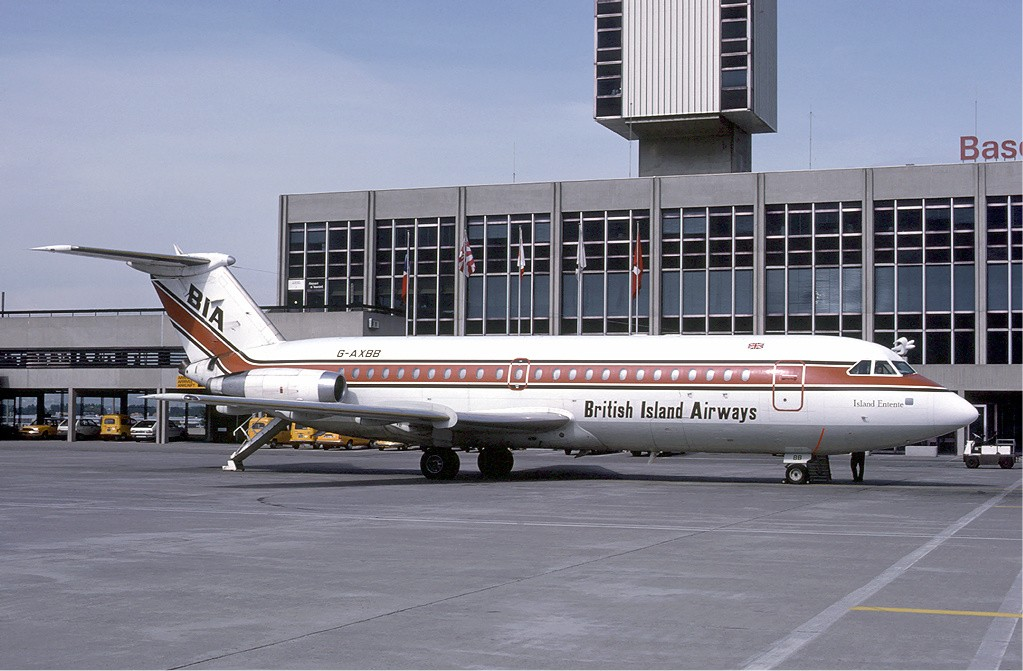
在巴塞尔的英国岛屿航空公司喷气式客机（BIA），1985年

第二代喷气式客机，包括双发的BAC11-1、道格拉斯DC-9、波音737；三发的波音727、霍克薛利三叉戟客机、图-154；以及多引擎的伊尔-62和维克斯VC10。主要的技术特点是采用新的机翼型和低涵道比涡轮风扇发动机。这一新设计降低了耗油率，同时也提高了经济性。在气动设计方面，基本确立了悬臂式下单翼的布局；同时也在各部件气动干扰方面有重大改进，例如襟翼等增升装置多采用多段式开缝翼。以及开始大量使用复合材料，以达到减重的目的。

### 创新方面
第二代喷气式客机以涡轮风扇发动机，和三发动机配置著称。

## 第三代（1970年）
第三代的喷气客机的引入了宽体型（双通道）和涡轮风扇发动机。当波音747在1970年1月首度投入使用时，泛美航空和波音提出了“再次开启了商业航空的新纪元”（again opened a new era in commercial aviation）。波音747有节约燃油、容载量大（约400人）等诸多优点，被昵称为“珍宝客机”（Jumbo Jet）。与波音747有类似功能的飞机还有很多，例如DC-10、L-1011等，均可以执飞长程的航线。此时也正是空中客车公司首架喷气式民航机问世之时，即双引擎的A300。

## 第四代（1980年代）
1978年，波音公司推出了双引擎的波音757以替换其波音727。同时推出了波音767同空中客车A300竞争。 757和767中型飞机推向市场取得了成功，部分原因是1980年代扩大范围的双引擎运行性能标准（ETOPS）准许了跨洋双发飞机的运行。 这些规定允许双引擎飞机在距离备降机场三小时航程范围内执飞跨洋航线。 在ETOPS规定推行后，航空公司开始使用波音767等双发客机执行长距离的越洋航线。

## 第五代（1990年代至今）
在1980年代后期，DC-10和L-1011机型临近退役。促使飞机制造商开发替代机型。 麦道公司开始了MD-11的研制，以替代DC-10。 空中客车在A320的成功基础上，研发了中等航程的A330的双发客机及执飞长距离航线的A340四引擎飞机。 1988年，波音开始了B777双发客机的研制。  此外，波音还发布了一个747的重大更新，即747-400。

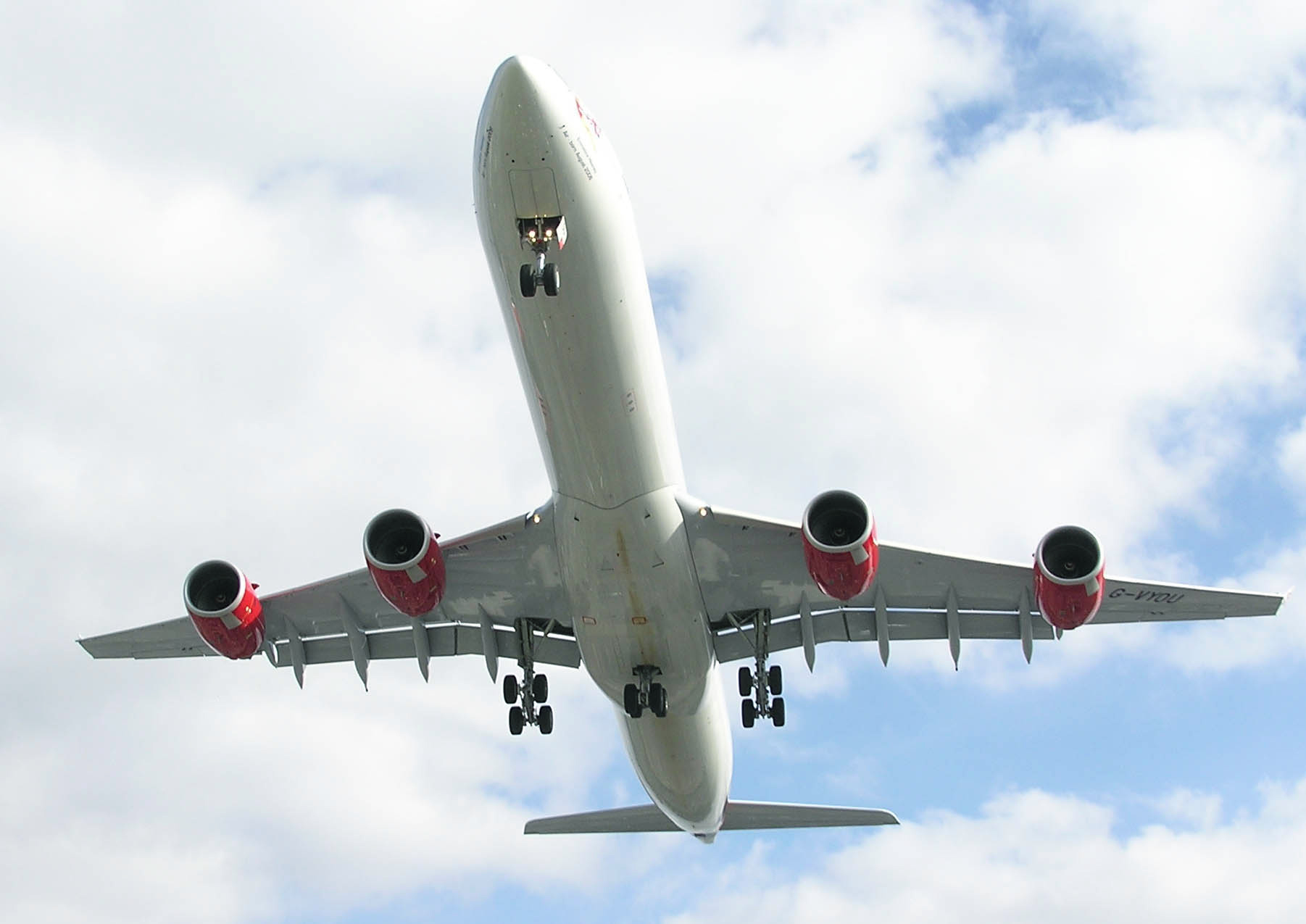
在最后进近阶段的空中客车A340-600，机腹处有第四对起落架

20世纪以来，各大飞机制造商都在气动设计、控制系统等方面将原先机型进行了改进，例如波音737-800等。近年来更有使用电传操纵系统空中客车A350、波音777、787等先进的喷气式民航飞机首飞或投入市场运营。